# 東京都道401号麹町竹平線
東京都道401号麹町竹平線（とうきょうとどう401ごう こうじまちたけひらせん）は、東京都千代田区内を通る特例都道である。

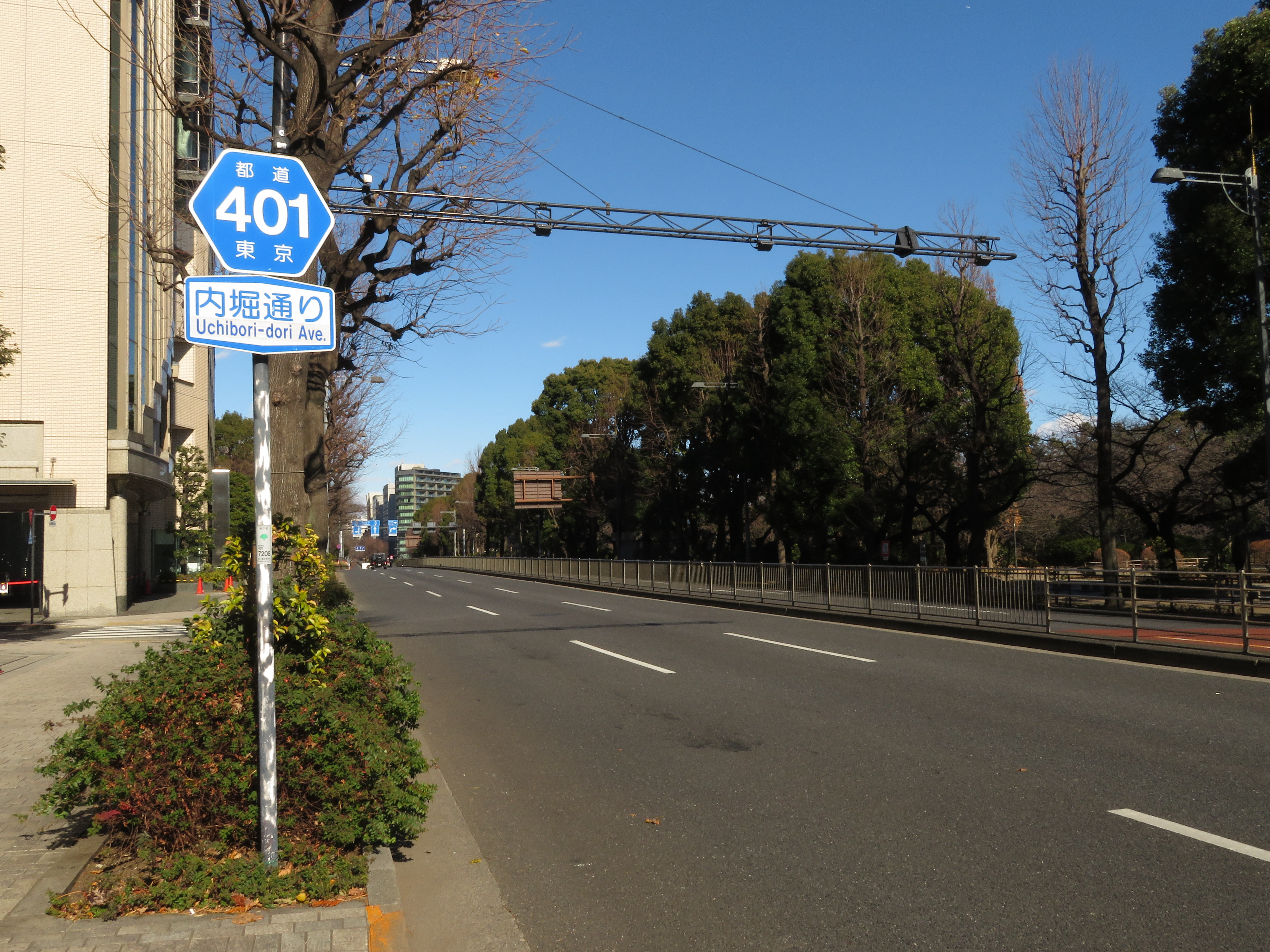
千代田区麹町1丁目付近

緊急輸送道路として、全区間が第二次緊急輸送道路（一次路線と区市町村役場、主要な防災拠点に連絡する路線）に指定されている。

## 路線状況
皇居西側の半蔵門交差点から北の丸周辺を経由し、皇居北東の平川門交差点に至る道路で、概ね皇居の北側を取り囲むような経路を取っており、全区間が内堀通りの通称区間に含まれている。起点から見た場合、半蔵門交差点では国道20号から北に向かって直進で接続（国道20号は左折）し、九段坂上・九段下の各交差点では右折方向が当道路、さらに終点の平川門交差点では東京都道301号白山祝田田町線へ南に向かって直進で接続している。
途中の九段坂上 - 九段下交差点では東京都道302号新宿両国線（靖国通り）と重複しており、通称指定も内堀通りと靖国通りがこの区間で重複している。

## 地理

### 交差する道路
| 交差する道路                                                                | 交差する道路                                                                | 交差点名 | 交差点名 |
| --------------------------------------------------------------------------- | --------------------------------------------------------------------------- | -------- | -------- |
| 国道20号（新宿通り・内堀通り）                                              | 国道20号（新宿通り・内堀通り）                                              | 千代田区 | 半蔵門   |
| 東京都道302号新宿両国線（靖国通り）                                         | 東京都道302号新宿両国線（靖国通り）                                         | 千代田区 | 九段坂上 |
| （早稲田通り）                                                              | （早稲田通り）                                                              | 千代田区 | 田安門   |
| 東京都道8号千代田練馬田無線（目白通り） 東京都道302号新宿両国線（靖国通り） | 東京都道8号千代田練馬田無線（目白通り） 東京都道302号新宿両国線（靖国通り） | 千代田区 | 九段下   |
| 東京都道301号白山祝田田町線（白山通り・内堀通り）                           | 東京都道301号白山祝田田町線（白山通り・内堀通り）                           | 千代田区 | 平川門   |

### 並行する鉄道
- 東京メトロ半蔵門線と都営地下鉄新宿線が、当道と都道302号の重複区間の地下を並行している。
- また東京メトロ東西線が、当道の九段下交点から終点の一部区間の地下を並行している。

### バス路線
- 都営バスの高71系統が、九段下駅から当道と都道302号の重複区間を走行し高田馬場駅方面へ結んでいる。

### 周辺の施設
- 千鳥ヶ淵公園
- 麹町消防署
- 二松学舎大学附属高等学校
- 北の丸公園
- 日本武道館
- 東京理科大学 神楽坂キャンパス
- 九段下駅（東京メトロ東西線・半蔵門線、都営地下鉄新宿線）
- 千代田区役所
- 東京法務局
- 東京国立近代美術館
- 竹橋駅（東京メトロ東西線）